# MS Allure of the Seas

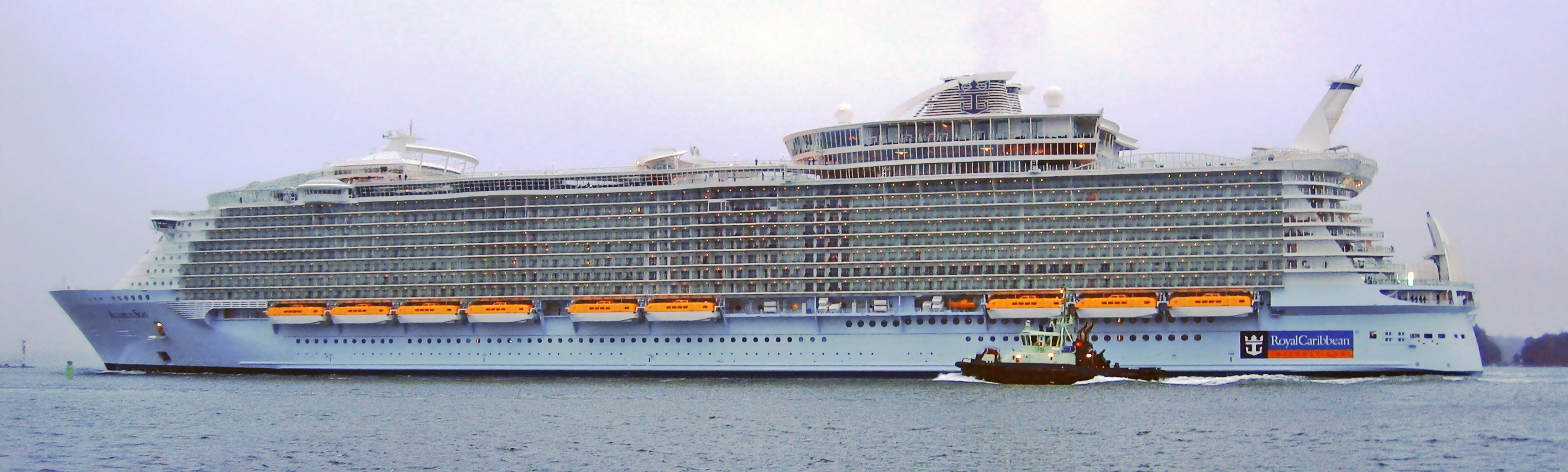
Allure of the Seas ieșind din șantierul naval STX, Turku, Finlanda, la 29 octombrie 2010.

MS Allure of the Seas este o navă de croazieră, vas-geamăn al MS Oasis of the Seas, deținând împreună titlul de cel mai mare vas de pasageri. Totuși, la măsurătorile oficiale s-a descoperit că Allure of the Seas este cu 5 cm mai lungă decât Oasis of the Seas, deși cele două ar fi trebuit să fie identice. Măsurând 360 de metri în lungime, 64 de metri în lățime și cu o punte situată la 65 de metri deasupra apei, Allure of the Seas este un adevărat gigant. Nava a avut parte de un „botez” inedit, „nașă” fiindu-i Prințesa Fiona din filmul animat Shrek. A fost pentru prima dată în istoria navelor de croazieră când sticla de șampanie cu care este botezat un vas a fost spartă de un personaj animat 3D.

## Istorie
Allure of the Seas a fost comandată în februarie 2006 de Royal Carribean International iar construcția ei a început oficial la STX Europe în Turku, Finlanda în februarie 2008. A plecat de pe portul din Turku pe 29 octombrie 2010 îndreptându-se spre Port Everglades, Florida

## Premiere istorice
Pentru prima dată în istoria unui vas de croazieră, celebrul lanț de cafenele Starbucks a deschis o filială la bordul navei Allure of the Seas. De asemenea, cumpărătorii pasionați de hainele marca Guess vor putea face cumpărături în primul magazin al acestui brand ce este amplasat pe o navă.
Este primul vas ce găzduiește un carusel într-un parc de distracții. De asemenea, sala de fitness oferă toate condițiile necesare pentru a te menține în formă în timpul vacanței.
Vasul este dotat cu un parc impresionant ce găzduiește 12.175 de plante și de copaci din întreaga lume. Acesta măsoară 100 de metri în lungime și 19 metri în lățime și include zone destinate celor ce doresc să se relaxeze citind o carte, o masă de șah supradimensionată, dar și o grădină în care sunt expuse sculpturi ale unor faimoși artiști.
În total, pe vas se găsesc 11 piscine (atât cu apă dulce, cât și cu apă sărată) și 10 jacuzzi-uri, acestea din urmă oferind o priveliște uimitoare spre ocean. Aqua Theater este principalul amfiteatru unde au spectacole de acrobații acvatice, concerte și chiar cursuri de scufundări. Scena acestui amfiteatru poate fi ridicată pentru concerte și coborâtă, oferind acces la piscina de 5,4 metri adâncime pentru demonstrațiile acvatice și acrobațiile ce au loc în timpul spectacolului Oceanaria.

## Date tehnice
Uriașul vas de croazieră cântărește 225,282 tone și dispune de mai multe piscine, pentru umplerea cărora a fost nevoie de 2,3 milioane de litri de apă. Zilnic, pe vas se folosesc 2.131 de tone de apă potabilă, dintre care 50.000 de litri doar pentru gheața din băuturi.

## Galerie

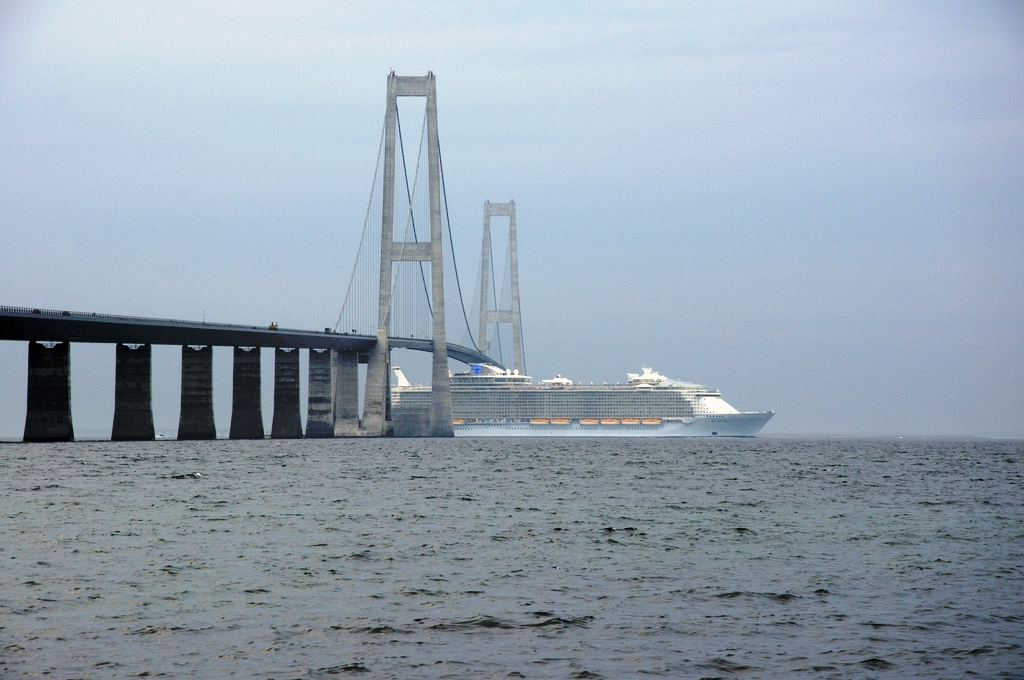
Allure of the Seas trecând pe sub Storebaelt Bridge
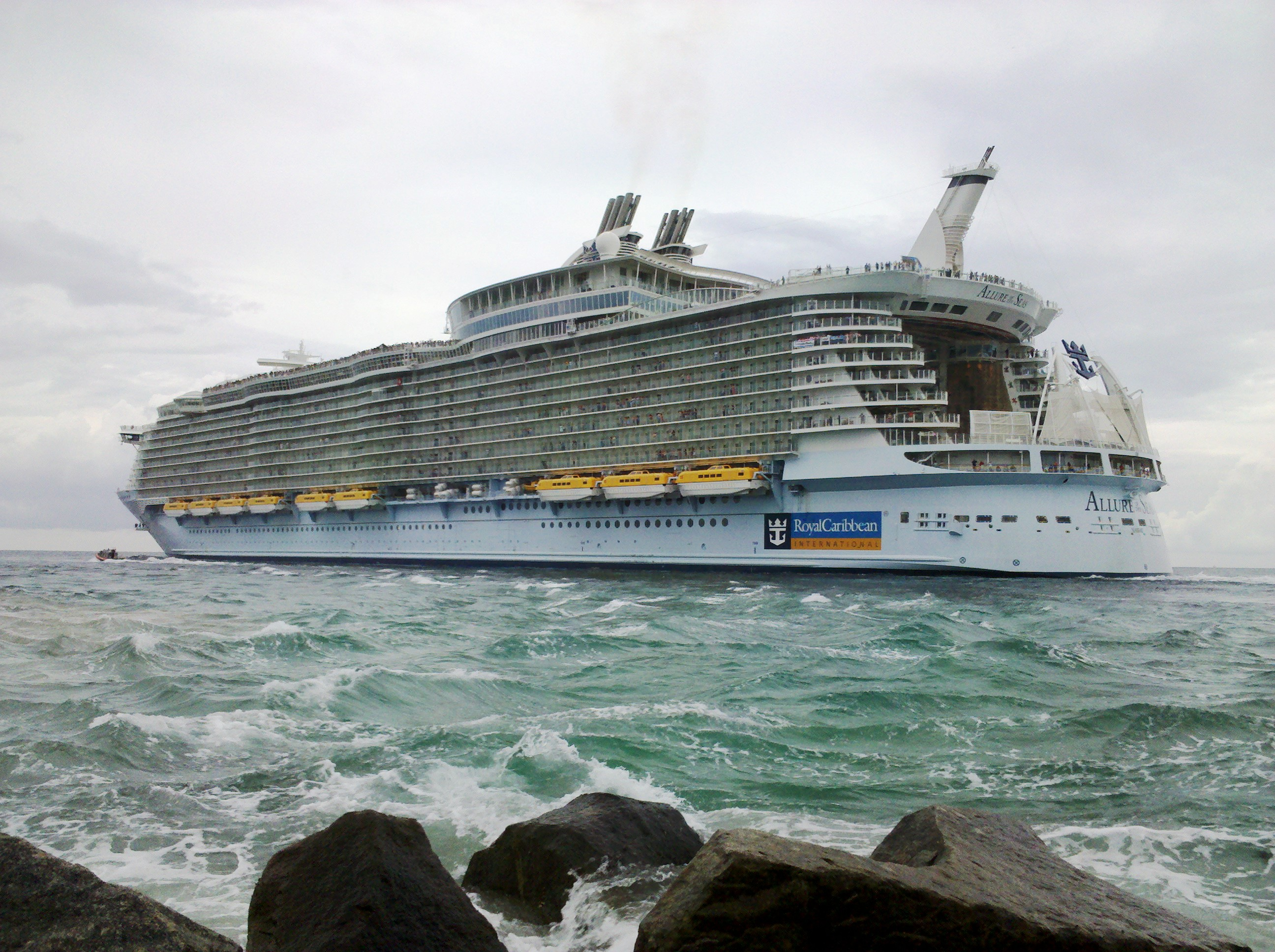
Allure of the Seas părăsind Port Everglades
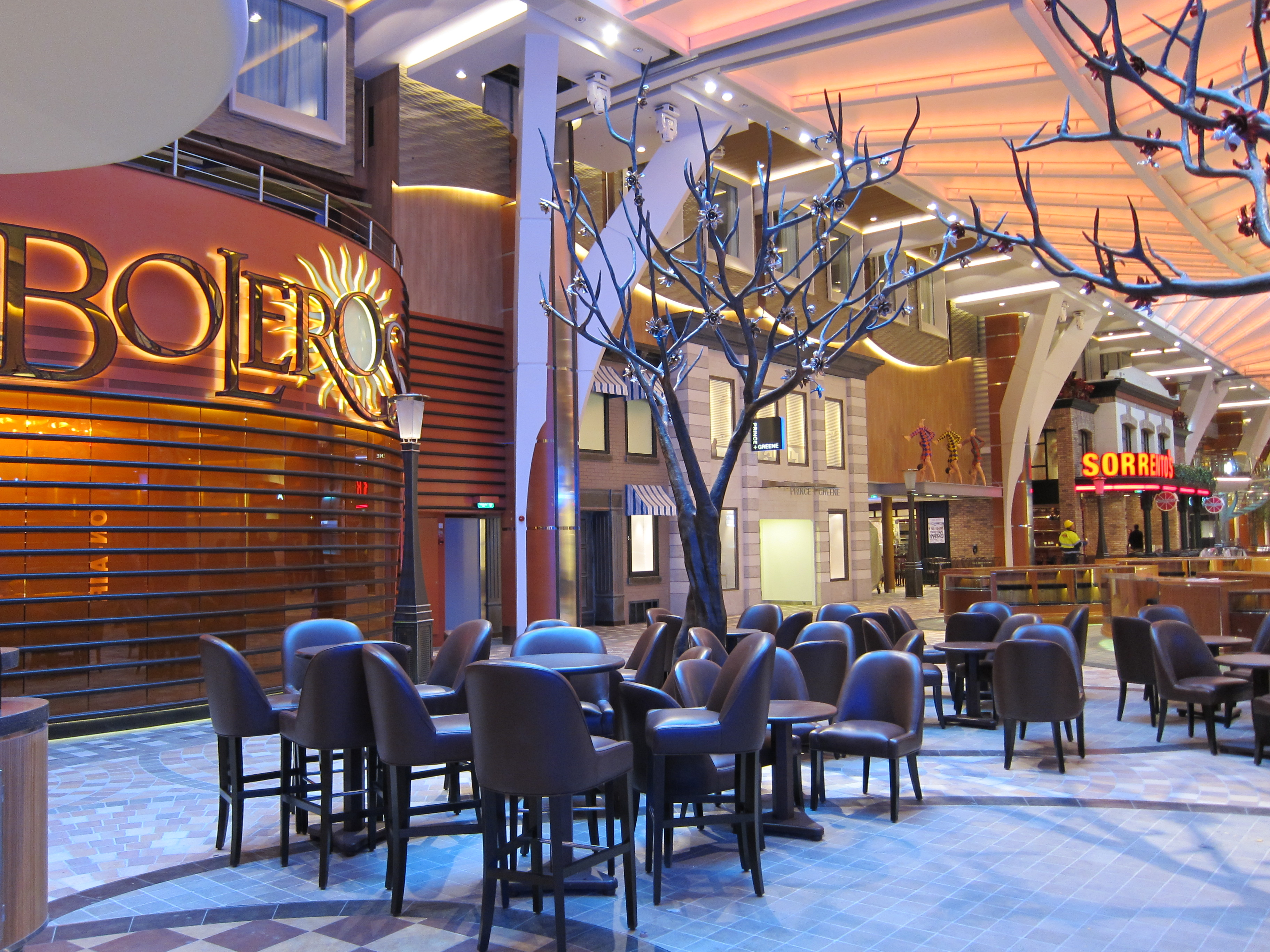
Royal Promenade